# Standon (Hertfordshire)
Standon – wieś w Anglii, w hrabstwie Hertfordshire, w dystrykcie East Hertfordshire. Leży 13 km na północny wschód od miasta Hertford i 44 km na północ od centrum Londynu. W 2001 miejscowość liczyła 4141 mieszkańców.